# Kulcsár Szabó Ernő
Kulcsár Szabó Ernő (Debrecen, 1950. március 27. –) Széchenyi-díjas magyar irodalomtörténész, kritikus, egyetemi tanár, a Magyar Tudományos Akadémia rendes tagja. A kritikatörténet és a kultúratudomány neves kutatója. 2006-ban az Eötvös Loránd Tudományegyetem Magyar Irodalom- és Kultúratudományi Intézete igazgatójává nevezték ki. Kulcsár-Szabó Zoltán irodalomtörténész édesapja.

## Életpályája
1968-ban érettségizett, majd felvették a Kossuth Lajos Tudományegyetem (KLTE) magyar–német szakára, ahol 1973-ban szerzett tanári diplomát. Diplomájának megszerzése után a KLTE magyar irodalomtörténeti tanszékének tudományos munkatársa lett, majd 1974-ben átkerült az Országos Széchényi Könyvtárhoz, itt az Új Könyvek című kiadványának szerkesztőjeként dolgozott 1978-ig. Ezt követően rövid ideig a Magvető Könyvkiadó szerkesztője volt. 1979-ben az MTA Irodalomtudományi Intézetéhez került, tudományos munkatársi beosztásban. Ezenkívül 1983-ban az Eötvös Loránd Tudományegyetem (ELTE) magyar irodalomtörténeti tanszékén kezdett el oktatni, majd 1984 és 1988 között a Bayreuthi Egyetem általános irodalomtudományi tanszékénél is dolgozott.
1988-ban visszatért az ELTE-re, ahol 1990-től az összehasonlító és világirodalmi tanszékének docenseként dolgozott tovább. Szintén 1990-ben távozott az MTA Irodalomtudományi Intézetéből, miután a Janus Pannonius Tudományegyetem irodalomelméleti tanszékének vezetőjévé nevezték ki (az egyetemen 1989-ben kezdett el oktatni). 1990-től a Literatura irodalomelméleti folyóirat felelős szerkesztője.1995-ben kapta meg egyetemi tanári kinevezését. 2000-ben távozott Pécsről. 2006-ban az ELTE Magyar Irodalom- és Kultúratudományi Intézetének igazgatójává nevezték ki. Ezenkívül 1996 és 2005 között a berlini Humboldt Egyetem tanszékvezető professzora is volt. 2002-ben pedig az Andrássy Gyula Budapesti Német Nyelvű Egyetem egyetemi tanára lett.
1986-ban védte meg az irodalomtudományok kandidátusi értekezését, 1994-ben pedig az MTA doktora lett. 1995-ben habilitált, később megválasztották a Magyar Tudományos Akadémia levelező, 2004-ben pedig rendes tagjává. Korábban már a Pécsi Akadémiai Bizottság és a Magyar Irodalomtudományi Bizottság tagja lett, utóbbinak 1997 és 2003 között elnöke is volt. 2007-ben a Magyar Akkreditációs Bizottság egyetemi tanári kinevezéseket véleményező kollégiumának elnöki tisztségével bízták meg.
Kutatási területei a 20. század magyar és német irodalma, valamint irodalomelmélete, illetve a hermeneutika, a modern kritikatörténet és a mediális kultúratudomány. Kidolgozta a 20. századi magyar költészettörténet új koncepcióját, valamint vezetője volt a magyarországi hermeneutika és a recepcióesztétika önálló irányzattá történő fejlesztésének.

## Irodalmi közéleti pályafutása
1979-ben a Kortárs című lap kritikai rovatvezetője lett, itt 1984-ig dolgozott. A Magyar Írószövetség tagja is lett, itt 1978 és 1983 között a József Attila Kör vezetőségi tagja volt. 1996-ban a Magyar Filológiai Társaság végrehajtó-bizottsági tagjává választották.
1989 és 1999 között a Literatura című irodalomtudományi szakfolyóirat felelős szerkesztője, 2000 és 2006 között pedig szerkesztőbizottságának elnöke volt. Ezenkívül berlini időszakában a Berliner Beiträge zur Hungarologie főszerkesztőjeként is dolgozott. 2007-ben az Irodalomtörténet főszerkesztője lett.
Kiterjedt munkássága van a kortárs magyar irodalom kritikai feldolgozása tekintetében.

## Díjai, elismerései
- Alföld-díj (1978, 1992)
- Móricz Zsigmond-ösztöndíj (1981)
- Kortárs-díj (1991)
- a Művészeti Alap irodalmi díja (1992)
- Széchenyi-díj (2012)

## Főbb publikációi
- A zavarba ejtő elbeszélés (1984)
- Műalkotás – szöveg – hatás (1986)
- A magyar irodalom története 1945–1991 (1993)
- Az új kritika dilemmái (1994)
- Történetiség – megértés – irodalom (1995)
- Esterházy Péter (1996)
- Beszédmód és horizont (1996)
- A megértés alakzatai (1998)
- Irodalom és hermeneutika; Akadémiai, Bp., 2000
- Az elbeszélés módozatai. Narratíva és identitás; szerk. Józan Ildikó, Kulcsár Szabó Ernő, Szegedy-Maszák Mihály; Osiris, Bp., 2003 (Osiris könyvtár Irodalomelmélet)
- Identitás és kulturális idegenség; szerk. Bednanics Gábor, Kékesi Zoltán, Kulcsár Szabó Ernő; Osiris, Bp., 2003 (Osiris könyvtár Irodalomelmélet)
- Történelem, kultúra, medialitás; szerk. Kulcsár Szabó Ernő, Szirák Péter; Balassi, Bp., 2003
- Szöveg, medialitás, filológia. Költészettörténet és kulturalitás a modernségben; Akadémiai, Bp., 2004
- Hermeneutika, esztétika, irodalomelmélet; szerk. Fehér M. István, Kulcsár Szabó Ernő; Osiris, Bp., 2004 (Osiris könyvtár Irodalomelmélet)
- Turczi István: Áthalások; A techné "hangja" c. kísérőesszét írta Kulcsár Szabó Ernő; Palatinus, Bp., 2007
- Megkülönböztetések. Médium és jelentés az irodalmi modernségben (2010)
- Geschichte der ungarischen Literatur. Eine historisch-poetologische Darstellung; szerk. Kulcsár Szabó Ernő; de Gruyter, Berlin–Boston, 2013

### Az interneten
- Publikációs jegyzék (2006-ig) [halott link]
- Válogatás az írásaiból
- A kettévált modernség nyomában. A magyar líra a húszas-harmincas évek fordulóján. In: „de nem felelnek, úgy felelnek”. A magyar líra a húszas-harmincas évek fordulóján. Szerk. Kabdebó Lóránt, Kulcsár Szabó Ernő. Pécs: Janus Pannonius Egyetemi Kiadó, 1992., 21–52. o.
- Törvény és szabály között. Az elbeszélés mint nyelvi-poétikai magatartás a harmincas évek regényeiben. In: „Szintézis nélküli évek”. Nyelv, elbeszélés és világkép a harmincas évek epikájában. Szerk.: Kabdebó Lóránt, Kulcsár Szabó Ernő. Pécs: Janus Pannonius Egyetemi Kiadó, 1993., 37–81. o.
- Hogyan s mivégre tanulmányozzuk az irodalomértés hagyományát? (Az esztétikai hatásfunkciók és a történeti irodalom-értelmezés). In: Az irodalomértés horizontjai. Párbeszéd irodalomtudományunk modern hagyományával. Szerk.: Kabdebó Lóránt, Kulcsár Szabó Ernő. Pécs: Janus Pannonius Egyetemi Kiadó, 1995., 20–60. o.
- A fordítás „antihumanizmusa” mint az önmegértés új történeti alakzata. In: Alföld, 50. évf. 2. sz. (1999. február), 46–74. o.
- A szövegek ártatlansága (A [nemzeti] kánon és a modernség emlékezete). In: Alföld, 50. évf. 12. sz. (1999. december), 12. 67–81. o.
- A vers hangja és tekintete. A humán jelenlét felfüggesztése a kései József Attila költészetében. In: Vigilia. 71. (2006) 1., 37–45. o. [halott link]
- A „szerelmi” líra vége. (1931: Szabó Lőrinc: Semmiért Egészen). In: A magyar irodalom történetei III. kötet. 1920-tól napjainkig. Szerk.: Szegedy-Maszák Mihály, Veres András. Budapest: Gondolat, 2007., 174–189. o. Elektronikus változat: Villanyspenót
- A kultúra és tudománya című előadás videófelvétele. Az előadás elhangzott: ELTE. Gólyavári Esték (új sorozat). Gólyavári Esték III.  2010. február 24-én. [1][1] [1]